# Lâm Đan Hãn
Ligdan Khutugtu Khan (tiếng Mông Cổ: Ligden Khutugt Khan; ký tự Cyrill: Лигдэн Хутугт хаан, chữ Hán: 林丹汗; Hán-Việt: Lâm Đan hãn; 1588 – 1634) là Khả hãn chính thức cuối cùng của triều đại Bắc Nguyên tại Mông Cổ cũng như là người cuối cùng trong bộ tộc Bột Nhi Chỉ Cân cai trị người Mông Cổ từ Chakhar. Triều đại không được lòng dân của ông đã tạo ra sự chống đối dữ dội do những hạn chế khắc nghiệt của ông đối với người Mông Cổ. Nỗ lực liên minh của ông với triều đại nhà Minh của Trung Quốc, tài trợ cho Phật giáo Tây Tạng ở Chahar và tổ chức lại các bộ phận chính trị của Mông Cổ trở nên không hiệu quả khi triều đại nhà Thanh khi ấy đang nổi lên trở thành một cường quốc mới ở Đông Á.

## Tên gọi
Tên được mượn từ thuật ngữ cổ điển Tây Tạng leg-ldan. Ở đó, các chữ s và l đã trở nên im lặng, g trước d có thể được nhận ra và a trước khi n được vòm hoá. Trong các nguồn của Mông Cổ, cách viết tên thường xuyên nhất là Ligda/en và Linda/en, nhưng Lingda/en trung gian cũng xuất hiện. a và e không được phân biệt bằng chữ viết thông thường của người Mông Cổ ở vị trí này, nhưng a được chứng thực trong một phiên âm nghiêm ngặt từ các chữ Tạng trong biên niên sử Bolur Erdeni. Tuy nhiên, đối với bất kỳ học giả Mông Cổ nào không nhận biết ngay tên đó là một sự vay mượn, thì chữ g sẽ (bằng phương tiện hòa âm phụ âm và tương tác của nó với hòa âm nguyên âm) chỉ ra rằng từ này chỉ chứa các nguyên âm trước. Điều này hẳn đã được nhận thấy theo kiểu này vào thời điểm vỡ âm, vì quá trình âm vị học này chỉ diễn ra bằng những từ ngữ phát âm sau và sẽ dẫn đến nếu nó được /liɡdan/. Ngày nay, các học giả phương tây có xu hướng bám vào hình thức viết của từ Tây Tạng và viết Ligdan, trong khi các học giả Mông Cổ thường sẽ viết Ligden, cả hai đều chỉ ra một cách thay thế có thể bằng n. Trong tiếng Trung Quốc, tên được viết là, phiên âm bính âm Hán ngữ chuẩn là Líndān.

## Cuộc đời
Ligden (sinh năm 1588) là con trai của Mangghus Mergen Taiji và cháu trai của Buyan Sechen Khan (trị vì từ 1592 - 1604). Vì cha mất sớm, Ligden được chọn để kế vị ông nội Buyan và trở thành Khả hãn của triều đại Bắc Nguyên với tước hiệu Khutugtu vào năm 1604. Cùng lúc đó, người Chakhar chiếm thung lũng Sira Mören. Ligden chia Chakhar thành cánh hữu và tả và xây dựng thành phố Chaghan gần núi Abaga Khara.
Trong thời gian đầu trị vì, Ligden có được sự tôn trọng và trung thành của những bộ lạc Mông Cổ khác. Jinong Boshigo của Tam vệ cánh hữu bày tỏ lòng trung thành với Ligden Khan. Nhờ liên minh với các hoàng tử miền Nam Khách Nhĩ Khách (Baarin và Jarud), Ligden đã từng cho quân tập kích vào lãnh thổ Trung Quốc của nhà Minh. Tuy nhiên, từ năm 1612 trở đi, các nhà lãnh đạo của Khorchin và Jarud đã kết thông gia với người Mãn Châu đang nổi lên. Đến đầu thế kỷ 17, triều đình của khả hãn đã mất phần lớn quyền lực và chịu áp lực từ Mãn Châu ở phía đông. Hy vọng rằng ông có thể củng cố quyền lực của mình đối với người Mông Cổ, Ligden đã chuyển trung tâm tôn giáo Phật giáo của người Mông Cổ sang Chakhar và tự mình tuyên bố cả lãnh đạo tôn giáo và chính trị của người Mông Cổ bởi một nhà lãnh đạo tôn giáo Tây Tạng. Ligden đã hồi sinh trật tự cũ của Saskyapa thời Hốt Tất Liệt, gửi lời mời Sharba pandita, người được bổ nhiệm làm thầy của mình vào năm 1617. Sharba đã gây dựng hình ảnh Mahakala tại kinh đô Chagan của Ligden. Ligden Khan cũng đã xây dựng những ngôi đền tại Küriye.
Năm 1616, nhà Hậu Kim (tiền thân của nhà Thanh) được thành lập ở Mãn Châu và ngày càng trở nên lớn mạnh, uy hiếp cả Bắc Nguyên và Đại Minh. Năm 1618, Ligden đã ký một hiệp ước với nhà Minh để bảo vệ biên giới phía bắc của họ khỏi đe dọa từ những người Mãn Châu để đổi lấy hàng ngàn lượng bạc. Ông đã nhận được một khoản trợ cấp hàng năm là 40.000 lượng bạc vào năm 1620. Sog Zaisai, một quý tộc miền Nam Khách Nhĩ Khách, hoàng tử Sanasarai của Khorchin, và Paghwa của Jarud đã cùng nhau tấn công Mãn Châu với hơn 10.000-50.000 quân sĩ để hỗ trợ nhà Minh vào tháng 8 năm 1619, nhưng họ đã bị đánh tan. Bởi vì người Mãn Châu muốn sử dụng quân Mông Cổ để chống lại nhà Minh, họ đã thuyết phục các nhà lãnh đạo của họ, bao gồm cả Ligden, để liên minh với họ. Kể từ khi xảy ra xung đột với Mãn Châu năm 1619, mối quan hệ giữa Bắc Nguyên và Hậu Kim liên tục xấu đi. Năm 1620, sau khi trao đổi với những lá thư khinh miệt, Ligden và vua Hậu Kim Nỗ Nhĩ Cáp Xích đã phá vỡ quan hệ và hầu hết các bộ lạc phía đông đã bỏ sang theo nhà Hậu Kim vào năm 1622.
Ligden, mặt khác, bằng cách cố gắng nắm quyền lực cũ, đi theo lối cai trị hà khắc, vì vậy một số bộ lạc Mông Cổ đã chọn thành lập liên minh với người Mãn Châu. Khi Khorchin và một số bộ lạc đồng minh trước đây của mình đã quy thuận theo người Mãn vào năm 1624, Ligden đã thực hiện một cuộc viễn chinh trừng phạt và bao vây nhà quý tộc Khorchin Oba trong 3 ngày, nhưng đã phải rút lui khi quân đội tiếp viện của Hậu Kim kéo đến. Khi Ligden Khan kêu gọi miền bắc Khách Nhĩ Khách tham gia cùng ông để chống lại sự bành trướng của nhà Hậu Kim, nhưng chỉ Tsogt Taij chấp nhận yêu cầu của ông.
Ligden nhằm tập trung cai trị Mông Cổ. Ông bổ nhiệm các viên quan để cai trị các bộ lạc cánh tả và cánh hữu, và tổ chức một quý tộc triều đình đặc biệt và một quân đoàn gồm ba người (chiến binh). Năm 1627, tất cả các bộ lạc khác đã công khai nổi loạn sau khi nhận thấy sự đối xử không công bằng của ông. Các hoàng tử cai trị Sunid, Uzemchin và Abaga di chuyển về phía tây bắc và liên minh với ba phe cánh hữu chống lại Khả hãn. Họ tấn công Ligden tại Zhaocheng. Ligden đánh bại các đồng minh nhưng mất 10.000 quân Chakhar. Khi triều đình nhà Minh từ chối trả tiền trợ cấp, ông liền tập kích vào Trung Quốc, buộc họ phải gia hạn hiệp ước. Nhà Minh đã tăng trợ cấp hàng năm của mình lên 81.000 lượng bạc. Năm 1631, Ligden vượt qua dãy Khinggan và tấn công Khorchin và Tümed. Tuy nhiên, một liên minh hùng mạnh gồm Khorchin, Tümed, Yungshiyebu, Ordos và Abaga đã được thành lập để chống lại Ligden. Họ đã tiêu diệt 4.000 dân quân Chahar ở Hohhot, buộc Ligden một lần nữa phải nhận trợ cấp 3.000 binh sĩ từ nhà Minh.
Năm 1632, vua Hậu Kim là Hoàng Thái Cực và các đồng minh Mông Cổ của ông ta đã thực hiện một chiến dịch lớn tấn công lực lượng của Ligden, người đã quyết định rút lui trước để tránh một cuộc đối đầu không cân sức và có thể là 100.000 quân Chakhar đã trốn sang Kokenuur. Ligden khiến bản thân trở nên không được lòng tin hơn bằng cách bắt giữ vợ của Erinchin jinong và lánh nạn trong Lăng Thành Cát Tư Hãn ở Kokothyur. Sau khi liên minh với các quốc vương Tây Tạng, ông chống lại Đạt Lai Lạt Ma thứ 5 và Banchin Erdene thứ 4. Ông chết vì bệnh đậu mùa tại Sira Tala (ở Cam Túc hiện đại) năm 1634 trong khi đang hành quân để tấn công Cách-lỗ phái (giáo phái Mũ Vàng) ở Tây Tạng.
Sau khi Ligden chết, con trai của ông là Ejei Khan đã trở về Mông Cổ để đầu hàng nhà Thanh.

## Gia quyến
Hậu phi :
- Đích phúc tấn Bác Nhĩ Tế Cát Đặc thị , ( ? - 1674 ) , danh Na Mộc Chung (娜木钟) , danh xưng Nang Nang Đại Phúc tấn (囊囊大福晋) , con gái Thân vương Đa Nhĩ Tế (多爾濟) , sinh A Bố Nãi . Tái giá với Hoàng Thái Cực sau khi quân Mông Cổ đầu hàng; được phong Lân Chỉ cung Quý phi (麟趾宫贵妃) , sinh Tương Thân vương Bác Mục Bác Quả Nhĩ và Đoan Thuận Trưởng Công chúa.
- Đệ nhị phúc tấn Bác Nhĩ Tế Cát Đặc thị (  ? - 1667 ) ,  tương truyền có tên Ba Đặc Mã Tảo (巴特瑪璪) , con gái Bố nhan Bác Đệ Tắc Sở Hỗ Nhĩ (博第塞楚祜尔), danh xưng [Đậu Thổ Môn Phúc tấn; 竇土门福晋]. Tái giá với Hoàng Thái Cực sau khi quân Mông Cổ đầu hàng , sau khi Hoàng Thái Cực xưng Hoàng đế, được phong Diễn Khánh cung Thục phi (衍清宮淑妃) . Không con
- Đệ tam phúc tấn Tô Thái Thái hậu Diệp Hách Na Lạp thị ,  tên là Tô Thái (苏泰), con gái của Đài cát Đức Nhĩ Hách Lễ (德尔赫礼), là cháu nội của Diệp Hách Bối lặc Kim Đài Cát . Sở hữu Oát Nhĩ Đóa hơn vạn hộ Cáp Nạp Thổ Môn, vì vậy mà xưng Cáp Nạp Thổ Môn Phúc tấn , sinh trưởng tử Ngạch Triết . Tháng 4 năm Thiên Thông thứ 9 (1636), bà theo bộ chúng Sát Cáp Nhĩ bộ quy thuận Hậu Kim, cải giá với Tế Nhĩ Cáp Lãng. Sau khi Tế Nhĩ Cáp Lãng được phong làm Trịnh Thân vương, bà được phong làm Đại Phúc tấn.
- Đệ tứ phúc tấn Thái hậu Nga Nhĩ Triết Y thị , sau cải giá với A Ba Thái.
- Đệ ngũ phúc tấn Đài Tì Na (苔丝娜) , danh xưng Đài Ti Na Bá Kỳ Phúc tấn , sau cải giá làm Trắc Phúc tấn của Hào Cách.
- Đệ lục phúc tấn , danh xưng Quách Nhĩ Thổ Môn Phúc tấn hoặc Cao Nhĩ Thổ Môn Phúc tấn , ban đầu cải giá với viên tướng hộ tống là Cổn Sở Khắc Tể Tang (衮楚克宰桑, sau lại cải giá với Tháp Lặc Xa Nhĩ Bối (塔特车尔贝).

Con cái :
1. Ejei Khongghor , (? - 1641 ), mẹ là Diệp Hách Na Lạp thị , Khả hãn cuối cùng của họ Bột Nhi Chỉ Cân tại Mông Cổ , ngạch phò của Cố Luân Ôn Trang Trưởng công chúa . Sau khi chết , công chúa tái giá với A Bố Nại.
2. A Bố Nại ( 1635 - 1675 ) , mẹ là Đích phúc tấn Bác Nhĩ Tế Cát Đặc thị , sau khi anh trai mất thì kế thừa vai trò thủ lĩnh bộ tộc Sát Cáp Nhĩ . Những năm Khang Hi , có ý định tạo phản , bị xử tử . Có hai con trai.
3. Thục Sài (淑侪) , được cho là con gái của Lâm Đan hãn , do Ý Tĩnh Đại Quý phi nuôi dưỡng. Năm Sùng Đức thứ năm (1640) , thành hôn với Đa Nhĩ Cổn , ngoài ra không còn ghi chép gì.
4. Một cô con gái không rõ tên , được Diễn Khánh cung Thục phi nuôi dưỡng , năm Sùng Đức thứ tám (1843) hạ giá Sát Cáp Nhĩ Bẫu Đức (察哈尔部德) của bộ lạc Cát Nhĩ Mã (噶尔马).